# Lionel Rose

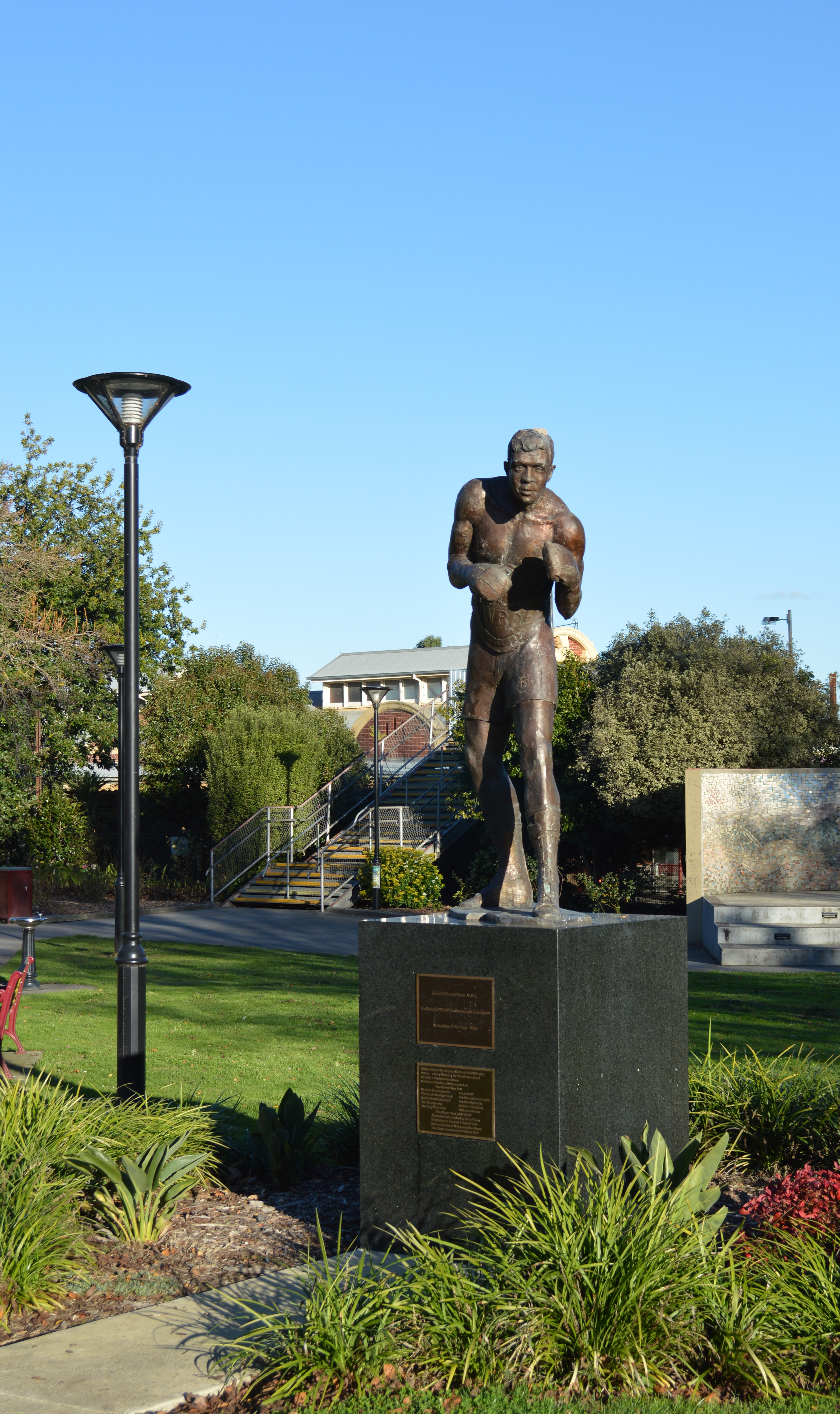
Lionel Rose Statue in Warragul, Victoria (Victoria)

Lionel Edmund Rose MBE (* 21. Juni 1948 in Warragul; † 8. Mai 2011) war ein australischer Boxer. Er war der erste Aborigine überhaupt der einen Weltmeistertitel gewann und wurde im gleichen Jahr zum Australian of the Year ernannt. 1985 wurde er in die Sport Australia Hall of Fame aufgenommen.

## Leben
Lionel Rose war das älteste Kind in einer Familie von elf Kindern. Er war ein Aborigine vom Stamm der Gunditjmara. Im Alter von 14 Jahren begann er mit dem Boxsport unter Betreuung eines Amateurboxers. Um seine Familie zu unterstützen, wurde er Profiboxer unter dem in Australien überaus bekannten Boxtrainer Jack Rennie. Im 1963 gewann er den Titel des Australienmeisters im Bantamgewicht, einen Tag nach dem Tod seines Vaters. Am Ende des gleichen Jahres errang er den Titel des Australischen Meisters im Fliegengewicht im Amateurboxsport. Am 11. Dezember 1967 gewann Rose den australischen Bantamgewichtstitel gegen Rocky Gattellari durch K. o. in Runde 13. Am 2. Juli 1968 errang er gegen Takao Sakurai den Weltmeistertitel im Bantamgewicht nach Punkten, der Kampf war auf 15 Runden angesetzt. Mit diesem Sieg war er der erste Aborigine, der einen Weltmeistertitel gewann. Bei seiner Ankunft am Flughafen in Melbourne empfingen ihn mehr 250.000 Australier. Im gleichen Jahr wurde er zum Australian of the Year ernannt.
Lionell Rose war ein ausgebildeter Musiker, der australienweit mit Musikauftritten bekannt war.
Rose erlitt im Jahr 2007 einen Schlaganfall. Er starb am 8. Mai 2011 im Alter von 62 Jahren.

## Weltmeistertitel
Mit dem Sieg am 2. Juli 1968 errang Rose den WBC- und WBA-Weltmeisterschaftsgürtel im Bantamgewicht. Diese beiden Gürtel verlor er wieder in seiner siebten Titelverteidigung am 22. August 1969 gegen Rubén Olivares durch K. o. in der fünften Runde.
Nachdem Rose im Jahr 1976 zweimal verlor, am 28. August gegen Rafael Limón durch technischen K. o. in der dritten Runde und am 18. Dezember gegen Maurice Apeang durch K. o. in der zweiten Runde, beendete er seine Karriere.